# روبن هايمان
روبن هايمان (بالإنجليزية: Robin Hyman)‏ هو ناشر بريطاني، ولد في 9 سبتمبر 1931، وتوفي في 12 يناير 2017.